# Ерошенко, Пётр Савельевич
Пётр Савельевич Ерошенко (22 июня 1900 — 19 октября 1960) — генерал-майор ВС СССР (27 июня 1945 года).

## Ранние годы
Пётр Савельевич Ерошенко родился 22 июня 1900 года в селе Бершаково ныне Шебекинского района Белгородской области в крестьянской семье.
В 1912 году окончил церковно-приходскую школу в селе Поповка, из-за бедности семьи дальнейшее обучение не мог продолжить.

## Военная служба

### Гражданская война
3 марта 1919 года призван в ряды РККА и направлен красноармейцем в караульную роту в составе Волчанского ВЧК на территории Харьковской губернии, однако в июле отбыл на малую родину в отпуск и в часть не вернулся.
В апреле 1920 года вновь призван в ряды РККА и направлен на учёбу в батальонную школу Кременчугского запасного батальона, в составе которой летом принимал участие в боевых действий в районе Кременчуга против воинских формирований под командованием Н. И. Махно, Хмары и Чалого, а осенью, будучи красноармейцем и младшим командиром в составе Отдельной сводной Заволжской бригады — в боевых действиях на Южном фронте против формирований под командованием Н. И. Махно и Лебедева в районе ст. Снигирёвка, Синельниково и Полтавы.

### Межвоенное время
В январе 1921 года направлен на учёбу на 72-е Воронежские пехотные курсы, после окончания которых в мае 1922 года назначен красным командиром в 4-й Курской пехотной школе. В ноябре 1923 года направлен П. С. Ерошенко направлен на учёбу в 8-ю Ленинградскую пехотную школу краскомов, после окончания которой в сентябре 1924 года направлен в 71-й стрелковый полк (24-я стрелковая дивизия, Украинский военный округ), в составе которого служил командиром стрелкового взвода и взвода полковой школы, политруком роты, командиром и политруком роты.
В сентябре 1929 года назначен на должность старшего инструктора вневойсковой подготовки Тульчинского окружного военкомата, а в апреле 1931 года переведён в 136-й стрелковый полк (46-я стрелковая дивизия), где служил на должностях командира роты и помощника начальника штаба.
В апреле 1933 года направлен на учёбу в Военную академию имени М. В. Фрунзе, после окончания которой в ноябре 1936 года направлен в 64-ю стрелковую дивизию (Белорусский военный округ), где служил на должностях начальника 2-й части и врид начальника штаба дивизии.
Приказом НКО от 10 августа 1938 года Пётр Савельевич Ерошенко был уволен в запас по ст. 43, п. «б».
Приказом НКО от 24 сентября 1939 года восстановлен в кадрах РККА и назначен на должность начальника 1-го (оперативного) отделения штаба 180-й стрелковой дивизии (Орловский военный округ), 17 февраля 1940 года — на должность начальника 1-й части штаба 35-й запасной стрелковой бригады, 31 января 1941 года — на должность начальника 2-го отделения, а в апреле — на должность начальника штаба 287-й стрелковой дивизии.
10 июня 1941 года подполковник П. С. Ерошенко переведён на должность начальника штаба 98-й стрелковой дивизии (Уральский военный округ), которая в составе 51-го стрелкового корпуса (22-я армия) 15 июня начала передислокацию в район Полоцка.

### Великая Отечественная война
23 июня 1941 года 98-я стрелковая дивизия была разгружена на станции Дретунь, после чего заняла рубеж Дисна — Дрисса по реке Западная Двина, где с 26 июня вела оборонительные боевые действия. 6 июля войска противника форсировали Западную Двину в районе Борковичей, и в результате дальнейшего наступления противника 98-я стрелковая дивизия вместе с 51-м стрелковым корпусом с 22 июля вела боевые действия в районе Невеля в условиях окружения, по выходе из которого подполковник П. С. Ерошенко 1 сентября назначен на должность начальника штаба 179-й стрелковой дивизии, ведшей оборонительные боевые действия на торопецком направлении, а в период с октября по ноябрь — в ходе Калининской оборонительной операции.
20 декабря 1941 года назначен на должность командира 5-й стрелковой дивизии (Калининский фронт), участвовавшей в ходе Калининской наступательной операции и с 3 января 1942 года перешедшей к оборонительным боевым действиям. 9 февраля полковник П. С. Ерошенко был тяжело ранен, после чего по 20 апреля лечился в госпиталях Иваново и Уфы, а затем находился в отпуске.
После выздоровления 15 июня 1942 года назначен на должность начальника Ленинградского военного пехотного училища в Березниках, от которой был освобождён 8 июня 1943 года и направлен на учёбу на ускоренный курс Высшей военной академии имени К. Е. Ворошилова, который окончил 26 апреля 1944 года и в июне направлен в распоряжение Военного Совета 1-го Украинского фронта, где 17 августа того же года назначен на должность командира 218-й стрелковой дивизии, ведшей боевые действия по расширению плацдарма на Висле, затем передислоцированной на Сандомирский плацдарм и с января 1945 года участвовавшей в ходе Висло-Одерской, Сандомирско-Силезской и Нижнесилезской наступательных операций и последующих боёв за Бреслау.

### Послевоенная карьера
В июле 1945 года 218-я стрелковая дивизия была расформирована, после чего генерал-майор П. С. Ерошенко находился на санаторно-курортном лечении и в сентябре того же года назначен на должность командира 254-й стрелковой дивизии, в феврале 1946 года — на должность командира 112-й стрелковой дивизии, а в июне того же года — на должность командира 395-й стрелковой дивизии (Прикарпатский военный округ).
В мае 1947 года прикомандирован к Военной академии имени М. В. Фрунзе для преподавательской работы, где в мае 1948 года назначен на должность старшего преподавателя по оперативно-тактической подготовке и тактического руководителя учебной группы основного факультета, в ноябре 1949 года — на должность старшего преподавателя кафедры общей тактики, а в июле 1951 года — на должность старшего тактического руководителя этой же кафедры.
Вышел в запас по состоянию здоровья 5 марта 1954 года. Умер 19 октября 1960 года в Москве, похоронен на Введенском кладбище.

## Семья
Родители — Савелий Трофимович и Мария Яковлевна, крестьяне, был также младший брат Федос.
Супруга — Мария Ивановна Голубова (1900 — ?), уроженка Берашково; в браке с 1919 года.

## Награды
- Орден Ленина (6 ноября 1945 года[7])
- Три ордена Красного Знамени (5 мая 1942 года[8], 3 ноября 1944 года[9], 15 ноября 1950 года[10]);
- Два ордена Кутузова II степени (6 мая 1945 года[1] (указ Президиума Верховного Совета от 25 мая 1945)[11] — за образцовое выполнение боевых заданий Командования на фронте борьбы с немецкими захватчиками и проявленные при этом доблесть и мужество[12], 29 мая 1945 — за умелое и мужественное руководство боевыми операциями и за достигнутые в результате этих операций успехи в боях с немецко-фашистскими захватчиками[13])
- Орден Красной Звезды (18 мая 1943 года[14])
- Медали, в том числе:
  - Медаль «XX лет РККА» (1938)[14]
  - Медаль «За победу над Германией в Великой Отечественной войне 1941—1945 гг.» (9 мая 1945)[15]

## Комментарии
1. ↑  По одним данным — был арестован, но после вмешательства Михаила Калинина полностью оправдан[1][2]. По другим данным — работал военруком в Смоленском кооперативном техникуме[3].